# Matabuena (kommunhuvudort)
Matabuena är en kommunhuvudort i Spanien.   Den ligger i provinsen Provincia de Segovia och regionen Kastilien och Leon, i den centrala delen av landet, 80 km norr om huvudstaden Madrid. Matabuena ligger 1 152 meter över havet och antalet invånare är 221.
Terrängen runt Matabuena är kuperad söderut, men norrut är den platt. Runt Matabuena är det glesbefolkat, med 8 invånare per kvadratkilometer. Närmaste större samhälle är Buitrago del Lozoya, 15,6 km sydost om Matabuena. Trakten runt Matabuena består till största delen av jordbruksmark.